# Круглые Паны
Круглые Паны — деревня в Дивеевском районе Нижегородской области. Входит в состав Елизарьевского сельсовета

## География
Находится на расстоянии приблизительно 9 километров по прямой на северо-восток от села Дивеево, административного центра района.

## История
До XVIII века называлось Круглое. Также имелось официально название по церкви — Троицкое. В 1648 это уже село с 44 дворами, принадлежавшее окольничему Собакину. Во второй половине XVIII века в селе 121 двор и 1041 житель, в 1859 97 и 962. В советское время работали колхозы «Красная Победа», им. Жданова, «Елизарьевский».

## Достопримечательности
Имеются полуразрушенная Казанская церковь, руинированная Успенская церковь и здание, бывшее ранее Никольской церковью. Известны также источники родниковой воды.

## Население
Постоянное население составляло 174 человека (русские 98 %) в 2002 году, 134 в 2010.